# Mysorelloides
Mysorelloides é um género de gastrópode  da família Thiaridae.
Este género contém as seguintes espécies:
- Mysorelloides multisulcata (Bourguignat, 1888)